# Hidden & Dangerous
Hidden & Dangerous è un videogioco del tipo sparatutto tattico in prima e terza persona, prodotto dalla Illusion Softworks. Il suo seguito è Hidden & Dangerous 2.

## Modalità di gioco
Il gioco è ambientato nell'Europa della seconda guerra mondiale. Il giocatore vestirà i panni di quattro uomini appartenenti ad una unità della SAS (Special Air Service), un servizio segreto britannico fondato nel 1941 al fine di provocare ingenti danni agli armamenti dei nazisti, creando disordini dietro le linee nemiche. Si verrà chiamati ad operare in varie nazioni europee, oppresse dalla potenza del Terzo Reich, tra cui Italia, Iugoslavia, Germania, Norvegia, Mare del Nord e Cecoslovacchia, tra il 1941 e il 1945.

Nell'espansione del gioco, "Fight for Freedom", vi sono altre tre campagne aggiuntive in Polonia, nelle Ardenne e in Grecia, in quest'ultima si combatterà contro dei terroristi comunisti greci, nel 1946 (un anno dopo il termine del conflitto). Gioco base ed espansione sono stati riuniti nella confezione Hidden & Dangerous Deluxe, dal 2003 resa freeware in occasione del rilascio del sequel.

## Trama
La prima operazione, divisa in 4 parti, consiste nella liberazione di prigionieri che vengono trasferiti dall'Italia settentrionale verso la Germania; l'azione si svolge presso un ponte sul fiume Adda, una fabbrica per il lavoro coatto, una stazione ferroviaria a Torino e un disastro ferroviario causato dalla Resistenza ai danni di un treno blindato tedesco.

La seconda operazione è divisa in 5 missioni; lo scopo è far saltare una diga nei Balcani, per danneggiare contemporaneamente una centrale elettrica e una via di comunicazione fluviale; la squadra manca il luogo d'atterraggio per la contraerea, finisce nei boschi, si dirige alla città vicina dove ruba una barca lungo il fiume che porta alla diga; non avendo esplosivi, i soldati si arrangeranno con un panzer tedesco e il suo cannone; fuggiti, troveranno rifugio in un covo della resistenza occupato dai nazisti, per riposarsi in attesa di recarsi ad un campo d'aviazione dove saranno prelevati.

La terza operazione è divisa in 6 missioni; l'obiettivo è entrare in una fabbrica di armi in Germania e farla saltare. Innanzitutto il commando deve arrivare ad un ufficiale che comanda la fabbrica; tramite lui, il gruppo entra nel complesso, lo fa saltare e fugge in fretta; dopo un lungo inseguimento tra i fuggiaschi e la fanteria corazzata tedesca, si arriva ad una palude dove attende un idrovolante Catalina.

La quarta operazione, divisa in 6 missioni, è incentrata sul sabotaggio delle ricerche naziste sul nucleare e si svolge in Norvegia; dopo aver segnalato i punti di attacco di un campo di prigionia alla Marina Militare e aver attaccato una base di ricerca dove alloggiano guardie ed assistenti del progetto, la squadra entra in uno stabilimento che produce acqua pesante (nascosto in una birreria), lo fa saltare e si reca in una base di sottomarini, per farne saltare uno.

La quinta operazione è composta da 1 sola missione; il recupero di una macchina Enigma da una nave tedesca nel Mare del Nord.

La sesta operazione, divisa in 2 parti, consiste nella scorta di uno scienziato disertore in Cecoslovacchia; prima bisogna portarlo fuori dalla città, poi arrivare in un aeroporto preso d'assalto dall'Armata Rossa.

La settima operazione, divisa in 2 parti, verte sul recupero di un agente infiltrato e del suo obiettivo, un nuovo bombardiere in un campo della Polonia; riusciti a decollare, i protagonisti vengono colpiti da un pilota americano che li scambia per nemici, così sono costretti ad un atterraggio di fortuna e ad attendere una nave che porti via i pezzi rimasti del velivolo, mentre i Tedeschi li inseguono su una spiaggia.

L'ottava operazione si svolge nelle Ardenne, durante la controffensiva tedesca; in 4 missioni, la squadra deve danneggiare l'avanzata nemica, trovare prigionieri di guerra americani (che sono già stati fucilati) e sottrarsi all'accerchiamento.

La nona missione, in 4 parti, si svolge nel '46, dopo la guerra, in Grecia; i partigiani comunisti non hanno deposto le armi e sono ostili alle forze occidentali; il SAS viene incaricato di uccidere il loro leader. L'azione si svolge in un villaggio pieno di ostaggi, una vallata piena di ostacoli, un vecchio tempio dell'antica Grecia e una base tedesca usata dai comunisti come rifugio.